# Sultanato de Tidore
El sultanato de Tidore (en tidore: Kësyultānihā Tidorenä, en indonesio: Kesultanan Tidore[cita requerida], a veces también, Kerajaan Tidore) fue un sultanato con base en la isla de Halmahera en las islas Molucas, en la actual Indonesia. Era rival del vecino sultanato de Ternate, con el cual se disputó el comercio de especias.

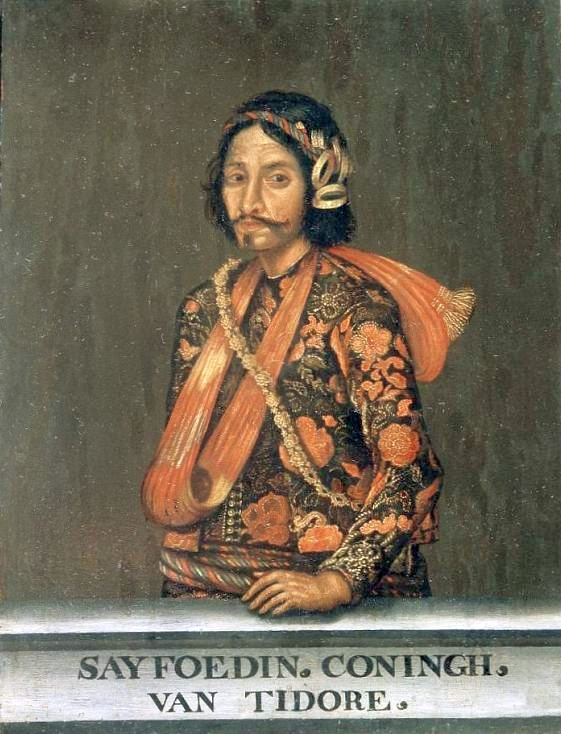
Retrato del sultán Sāifuddīn de Tidore, Museo Czartoryski (Cracovia).

El sultanato de Tidore fue gobernado principalmente desde el sur de Halmahera, aunque durante algunos periodos fue controlado desde Buru, Ambón y algunas otras islas próximas a la costa de Nueva Guinea. En 1605 estalló la guerra entre el sultanato de Tidore y el vecino sultanato de Ternate. Tidore entabló una alianza con los portugueses en el siglo XVI que poseía numerosas fortificaciones en la isla, aunque está quedó rota en 1578. Por su parte, Ternate se alió con los comerciantes neerlandeses.
Tidore había establecido también una alianza con el imperio español en el siglo XVI, y también los españoles tenían numerosas fortificaciones en la isla. Aunque existió bastante desconfianza mutua entre los españoles y los tidorenses, la presencia de tropas españolas en Tidore resultó útil para resistir las incursiones neerlandesas desde Ternate, ya que los neerlandeses poseían una fortificación en la isla. Antes de la retirada española de Tidore y Ternate en 1663, Tidore había llegado a ser uno de los reinos más fuertes de la región, resistiéndose al control directo de la Compañía Neerlandesa de las Indias Orientales (VOC). En particular bajo el sultán Saifuddin (1657-1689), la corte de Tidore había desarrollado la habilidad comerciar especias con los neerlandeses a cambio de presentes y dinero que permitieron fortalecer los lazos de Tidore con sus vecinos. Como resultado de eso, el dominio de Tidore era ampliamente respetado por muchas poblaciones locales, y pudo esquivar la necesidad de ayuda militar directa de los neerlandeses para mantener su dominio regional, a diferencia de lo que le sucedió al sultanato de Ternate.
Tidore se mantuvo como reino independiente, a pesar de la frecuente injerencia neerlandesas en sus asuntos internos, hasta finales del siglo XVIII. Después al igual que Ternante, Tidore permitió la erradicación de las especias (extirpatie) de su territorio, para que los neerlandeses llevaran a cabo dicho comercio exclusivamente produciendo especias en sus territorios. Este programa, fue diseñado para fortalecer el monopolio neerlandés en el comercio de especias, limitando la producción a unos pocos emplazamientos controlados por ellos: eso acabó por empobrecer a Tidore, debilitando notablemente el dominio que ejercía sobre sus vecinos.